# Готфрид (герцог Алеманнии)
Готфрид (лат. Gotfridus, нем. Gotfrid; умер в 709) — герцог Алеманнии до 709 года.

## Биография
Возможно, Готфрид родился около 650 года. Он происходил из баварского герцогского рода Агилольфингов, но его родственные связи с более ранними представителями этой семьи точно неизвестны.
Сведений о том, когда и при каких обстоятельствах Готфрид получил власть над Алеманнией, в средневековых исторических источниках не сохранилось. Предыдущим известным правителем алеманов был Леутари II, деятельность которого относилась к 640-м годам.
Единственное свидетельство о Готфриде в современных ему документах датировано 700 годом, когда он по просьбе аббата Магульфа передал находившийся в Каннштатте Орт Бибербург («крепость Бибербург») Санкт-Галленскому аббатству.
К началу VIII века из-за ослабления власти королей из династии Меровингов и череды междоусобиц, охвативших Франкское государство в 680-х годах, герцогам Алеманнии удалось добиться почти полной независимости от франкских правителей. Хотя ход этого процесса достоверно не установлен, известно, что Готфрид во время своего правления действовал как полностью самостоятельный владетель.
Это привело его к конфликту с Пипином Геристальским, франкским майордомом из рода Пипинидов. Война между ними ещё продолжалась, когда Готфрид скончался в 709 году. После смерти Готфрида его владения были разделены. К его старшим сыновьям Лантфриду и Теудебальду перешла лишь часть Алеманнии, а власть над Ортенау получил Виллехарий. Только через несколько лет с помощью Пипина Геристальского сыновьям Готфрида удалось восстановить единство отцовских владений.
На основании ономастических данных было сделано предположение, что женой Готфрида была неизвестная по имени дочь герцога Баварии Теодона II. По другому мнению, супругой герцога могла быть представительница династии Меровингов: возможно, дочь Хлодвига III или Хлотаря III. Детьми Готфрида были несколько сыновей и одна дочь. Старшие сыновья — Лантфрид и Теудебальд — после смерти отца совместно правили Алеманнией. Третий сын — Одилон — в 736 году стал правителем Баварии. По утверждению Тегана, ещё одним сыном герцога Готфрида был Хуохинг, прадед франкской королевы Хильдегарды. Однако ряд медиевистов сомневаются в таких родственных связях Хуохинга, считая его выходцем из какой-нибудь другой знатной франкской семьи (например, из рода Небилунгидов). Дочь Готфрида Регарда была супругой герцога Сполето Гильдепранда.